# Нанолитография
Нанолитография — это область техники в нанотехнологиях, связанная с разработкой (травление, письмо, печать) структур нанометрового масштаба. В переводе с греческого это слово можно разделить на три части: «нано» — карлик, «лит» — камень и «графи» — писать или «крошечные буквы на камне». Сегодня это слово расширилось, чтобы охватывать проектирование структур в диапазоне от 10 −9 до 10 −6 метров или структур в нанометровом диапазоне. По сути, это поле является производным литографии, охватывающим только структуры значительно меньшего размера. Все нанолитографические методы можно разделить на две категории: те, которые вытравливают молекулы, оставляя желаемую структуру, и те, которые непосредственно записывают желаемую структуру на поверхность (аналогично тому, как 3D-принтер создает структуру).
Область нанолитографии возникла из-за необходимости увеличения количества транзисторов в интегральной схеме для соблюдения закона Мура. Хотя литографические методы используются с конца 18 века, ни один из них не применялся к наноразмерным структурам до середины 1950-х годов. С развитием полупроводниковой промышленности резко вырос спрос на технологии, позволяющие создавать микро- и наноразмерные структуры. Фотолитография была впервые применена к этим структурам в 1958 году, когда наступила эпоха нанолитографии. С тех пор фотолитография стала наиболее коммерчески успешной техникой, способной производить шаблоны с особенностями менее 100 нанометров. Существует несколько методов, связанных с этой областью, каждый из которых предназначен для различных целей в медицинской и полупроводниковой промышленности. Прорывы в этой области вносят значительный вклад в развитие нанотехнологий и приобретают все большее значение сегодня, когда растет спрос на все меньшие и меньшие компьютерные микросхемы. Дальнейшие области исследований касаются физических ограничений поля, сбора энергии и фотоники.

## Основные техники

### Оптическая литография
Оптическая литография (или фотолитография) — один из наиболее важных и распространенных методов в области нанолитографии. Оптическая литография содержит несколько важных производных методов, все из которых используют очень короткие длины волн света, чтобы изменить растворимость определённых молекул, заставляя их вымываться в растворе, оставляя желаемую структуру. Некоторые методы оптической литографии требуют использования жидкостной иммерсии и множества способов повышения разрешения, таких как маски фазового сдвига (PSM) и коррекция эффекта близости. Некоторые из методов, включенных в этот набор, используют многофотонную литографию, рентгеновскую литографию, нанолитографию светового взаимодействия (LCM) и литографию в крайнем ультрафиолете (EUVL). Этот последний метод считается наиболее важным методом литографии следующего поколения из-за его способности создавать структуры с точностью до 30 нанометров.

### Электронно-лучевая литография
Электронно-лучевая литография (EBL) или электронно-лучевая литография с прямой записью (EBDW) сканирует сфокусированным пучком электронов поверхность, покрытой электронно-чувствительной плёнкой или резистом (например, PMMA или HSQ) для рисования нестандартных 3D форм. Путем изменения растворимости резиста и последующего выборочного удаления материала путем погружения в растворитель, были достигнуты разрешения менее 10 нм. Эта форма литографии без маски с прямой записью имеет высокое разрешение и низкую пропускную способность, ограничивая использование одноколонных электронных пучков для изготовления фотошаблонов, мелкосерийного производства полупроводниковых устройств, а также научных исследований и разработок. Подходы с использованием многоэлектронных пучков имеют целью увеличение производительности при массовом производстве полупроводников.
EBL может использоваться для селективного белкового нанопаттернинга на твердой подложке, предназначенного для сверхчувствительных сенсоров.

### Литография со сканирующим зондом
Литография со сканирующим зондом (SPL) — это ещё один набор методов для создания рисунка в нанометровом масштабе до отдельных атомов с использованием сканирующих зондов, либо путем вытравливания нежелательного материала, либо путем прямой записи нового материала на подложку. Некоторые из важных методов в этой категории включают перьевая нанолитография, термохимическую нанолитографию, литографию с термосканирующим зондом и нанолитографию с локальным окислением. Перьевая нанолитография — наиболее широко используемый из этих методов.

### Наноимпринт-литография
Наноимпринт-литография (NIL) и её варианты, такие как Step-and-Flash Imprint Lithography и Laser Assisted Directed Imprint (LADI), являются многообещающими технологиями репликации наноразмеров, в которых рисунки создаются путём механической деформации импринт-резистов, обычно мономерных или полимерных образований, которые полимеризуются под воздействием тепла или ультрафиолетового излучения во время печати. Этот метод можно комбинировать с контактной печатью и холодной сваркой. Литография с использованием наноимпринта позволяет создавать шаблоны с точностью до 10 нм. 